# الأعشاب (مسلسل)
الأعشاب (بالإنجليزية: The Herbs)‏ هو مسلسل تلفزيوني للأطفال الصغار أنتجته شركة فيلم فير التابعة لجراهام كلوترباك لصالح هيئة الإذاعة البريطانية. كتبه مايكل بوند وأخرجه إيفور وود باستخدام نموذج رسوم متحركة بتقنية إيقاف الحركة ثلاثية الأبعاد، وتم بثه لأول مرة في 12 فبراير 1968 على بي بي سي ون، وفي الوطن العربي في 12 فبراير 2008 على قناة طيور الجنة الفضائية.

## روابط خارجية
- الأعشاب على موقع IMDb (الإنجليزية)
- الأعشاب على موقع كينوبويسك (الروسية)

- الأعشاب على موقع IMDb (الإنجليزية)
- الأعشاب على موقع كينوبويسك (الروسية)